# Habenaria exaltata
Habenaria exaltata är en orkidéart som beskrevs av João Barbosa Rodrigues. Habenaria exaltata ingår i släktet Habenaria och familjen orkidéer. Inga underarter finns listade i Catalogue of Life.

## Bildgalleri

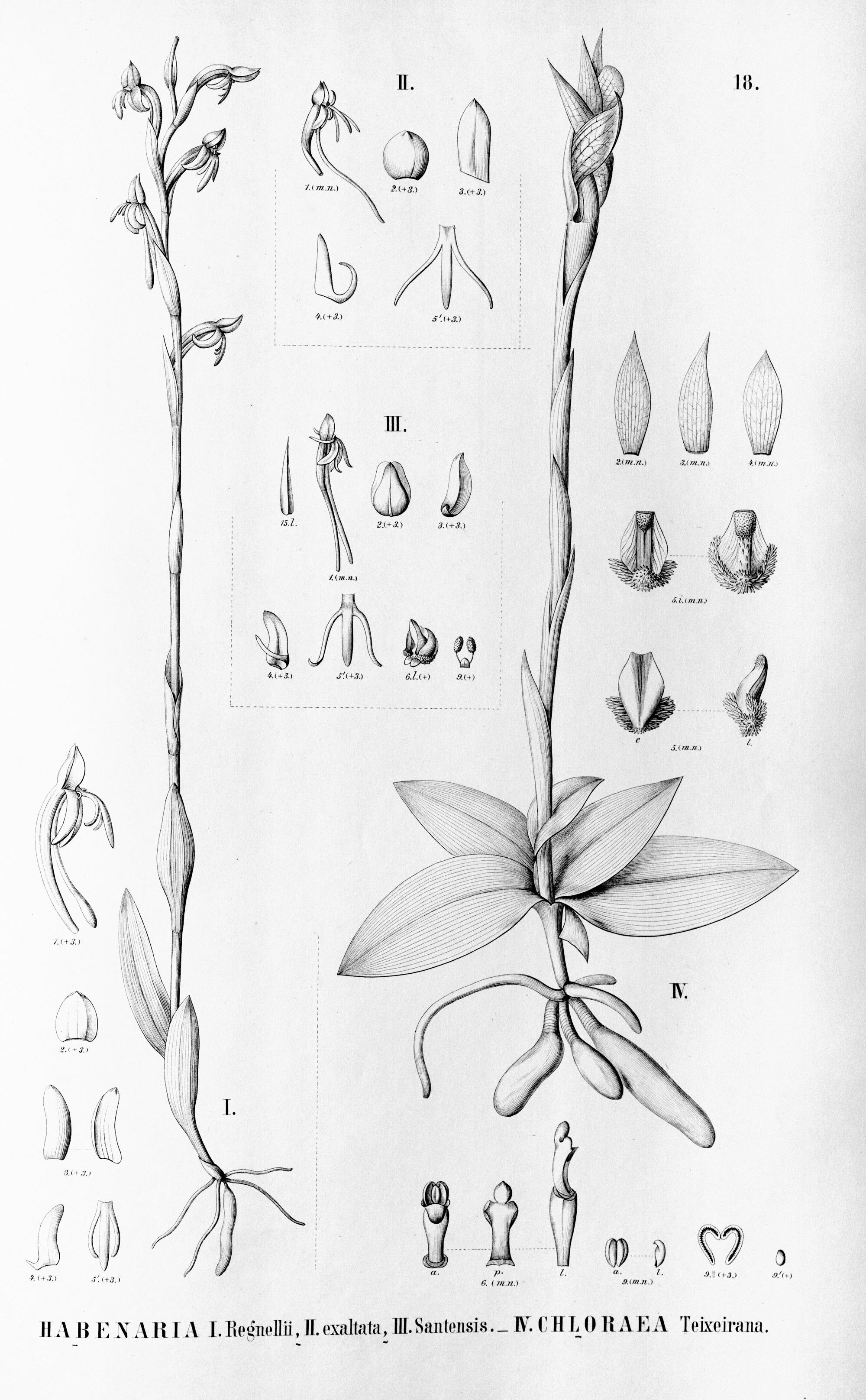